# Salad Days (Mac DeMarco)
Salad Days è il secondo album in studio del cantautore e polistrumentista canadese Mac DeMarco, pubblicato nel 2014.
La canzone era tra quelle ascoltate da Nikolas Jacob Cruz durante il Massacro alla Marjory Stoneman Douglas High School.

## Tracce
Testi e musiche di Mac DeMarco.
1. Salad Days – 2:25
2. Blue Boy – 2:06
3. Brother – 3:32
4. Let Her Go – 3:02
5. Goodbye Weekend – 2:59
6. Let My Baby Stay – 4:08
7. Passing Out Pieces – 2:47
8. Treat Her Better – 3:49
9. Chamber of Reflection – 3:51
10. Go Easy – 3:24
11. Jonny's Odyssey – 2:38